# Denizlispor
Denizlispor is een sportclub uit de Turkse stad Denizli. De stad van het natuurfenomeen Pamukkale, wat "kasteel van katoen" betekent in het Turks. De club is opgericht in 1966 en houdt zich naast voetbal ook bezig met basketbal, volleybal, tafeltennis, schaken en gymnastiek. De voetbalclub speelt in het groen-zwart en de thuisbasis is het Denizli Atatürkstadion. De bijnaam, De Hanen, heeft de club te danken aan de provincie waar ze vandaan komen, Denizli. De hanen van Denizli zijn in heel Turkije bekend.

Denizli ligt in de Egeïsche Zeeregio.

## Geschiedenis

### Oprichting
Zoals vele andere clubs uit de Turkije is Denizlispor het resultaat van een fusie. De clubs Çelik Yesilspor Gençlik en Pamukkale Gençlik werden in 1966 samengevoegd tot Denizlispor Gençlik Kulübü. Na 17 jaar vertoeven in 1. Lig, promoveerden de club in 1983 naar de Süper Lig. Hierna is Denizlispor nog twee keer gedegradeerd (1988 en 1997) en twee keer gepromoveerd (1994 en 1999). Denizli kent ook een grote rivaliteit met Antalyaspor.

### 2001-2003
In het seizoen 2001-2002 eindigde de club de competitie op een vijfde plaats, en mocht zo dus het volgende seizoen Europees voetballen. In de strijd om de Turkse beker was de halve finale het eindstation van de ploeg, waar het in Beşiktaş zijn meerdere moest erkennen, door een 0-1 verlies. Denizlispor heeft één keer deelgenomen aan de UEFA Cup. Dit was in 2003, toen men in de vierde ronde van de UEFA Cup verloor van de uiteindelijke winnaars van de cup, FC Porto. In het seizoen 2002-2003 werd de club tiende en bereikte evenmin een goed resultaat in het Turkse bekertoernooi.

### 2009-2012
Tot en met 2009 speelde de club uit Denizli al ruim 9 jaar in de hoogste divisie van Turkije. Uiteindelijk in het seizoen 2009-2010 werd de club 17de, en degradeerde dus zo naar TFF 1. Lig. In 2010-2011 werd Denizli negende in de rangschikking, en het jaar daarna in 2011-12 werd het tiende. Ook haalde de club geen goede prestaties meer in de Turkse beker, sinds de degradatie naar de tweede divisie een voldongen feit was.

### Sponsors
Denizlispor had een sponsorovereenkomst ondertekend met Abalıoğlu Yağ waardoor de club vanaf februari tot medio 2019 Abalı Denizlispor heette. Per medio 2019 heeft de club een overeenkomst van vijf jaar afgesloten, waardoor de club onder de naam Yukatel Denizlispor doorgaat.

### Gespeelde divisies
- Süper Lig: 1983–1988, 1994–1997, 1999–2010, 2019-2020
- 1. Lig: 1966–1983, 1988–1994, 1997–1999, 2010–

## Denizlispor in Europa
Uitslagen vanuit gezichtspunt Denizlispor
| Seizoen | Competitie    | Ronde | Land                           | Club               | Totaalscore | 1e W    | 2e W    | PUC |
| ------- | ------------- | ----- | ------------------------------ | ------------------ | ----------- | ------- | ------- | --- |
| 2001    | Intertoto Cup | 1R    | Vlag van Bosnië en Herzegovina | NK Celik Zenica    | 3-6         | 0-1 (U) | 3-5 (T) | 0.0 |
| 2002/03 | UEFA Cup      | 1R    | Vlag van Frankrijk             | FC Lorient         | 3-3 u       | 2-0 (T) | 1-3 (U) | 8.0 |
|         |               | 2R    | Vlag van Tsjechië              | Sparta Praag       | 2-1         | 0-1 (U) | 2-0 (T) | 8.0 |
|         |               | 3R    | Vlag van Frankrijk             | Olympique Lyonnais | 1-0         | 0-0 (T) | 1-0 (U) | 8.0 |
|         |               | 1/8   | Vlag van Portugal              | FC Porto           | 3-8         | 1-6 (U) | 2-2 (T) | 8.0 |

Totaal aantal punten voor UEFA coëfficiënten: 8.0
Zie ook
- Deelnemers UEFA-toernooien Turkije
- Ranglijst van alle clubs die in de diverse Europa Cups zijn uitgekomen

## Bekende (ex-)spelers
| Turken - Murat Akça - Tayfur Havutçu - Yasin Çakmak - Bülent Akın - Cenk Gönen - Yusuf Şimşek - Ceyhun Eriş - Ersen Martin - Çağlar Birinci - Murat Hacıoğlu - Yaser Yıldız - Servet Çetin - Veysel Cihan - Kemal Aslan - Mustafa Keçeli - Ali Tandoğan Belgen - Izzet Akgül - Ömer Kulga Bosniërs - Džemal Berberović Brazilianen - André Moritz - Rafael Pires Vieira | Egyptenaren - Ahmed Hassan - Abdel Zaher El Sakka Finnen - Miikka Multaharju Guineeërs - Souleymane Youla Kameroeners - Souleymanou Hamidou - Dorge Kouemaha Marokkanen - Ismaïl Aissati Nederlanders - Ekrem Kahya - Hasan Kılıç - Leandro Kappel - Anmar Almubaraki - Brahim Darri Slowaken - Roman Kratochvíl Spanjaarden - Daniel García Lara Trinidadianen - Darryl Roberts |

## Verbonden aan Denizlispor

### Voorzitters
| - Dr. Samim Gök (1965–67) - Ahmet Bahan (1967–67) - Turan Bahadır (1968–69) - Ali Dartanel (1969–70) - Halil Narin (1969–70) - Ali Dartanel (1970–71) - Rafet Tavaslıoğlu (1970–71) - Turan Bahadır (1971–72) - Halil Narin (1971–72) - Ali Dartanel (1972–73) - İhsan Ölçer (1972–73) - Necati Dalaman (1973–74) - Hasan Gönüllü (1974–75) | - Mehmet Sevil (1975–76) - İhsan Ölçer (1976–77) - Yılmaz Kandemir (1976–77) - Kemal Bağbaşlıoglu (1976–78) - Samim Gök (1978–79) - Nail Yıldız (1978–79) - Samim Gök (1978–79) - Nail Yıldız (1979–80) - Mehmet Eskicioğlu (1980–81) - Nail Yıldız (1980–81) - Selami Damgacı (1980–81) - Ahmet Dardar (1981–84) - Ali Dartanel (1983–84) | - Ahmet Dardar (1984–87) - Ali Baysal (1986–90) - Ali İpek (1990–91) - Ahmet Dardar (1991–93) - Ali Marım (1993–99) - Selami Urhan (1999–2000) - Mustafa Baysal (2000–03) - Zafer Katrancı (2003–05) - Ali İpek (2005–10) - Mehmet Özsoy (2010) - Salih Amiroğlu (2010-11) - Hasan Kibrislioğlu (2011) |

### Trainers
| - Altan Santepe (1966-1969) - Doğan Emültay (1969-1972) - İnanç Toker (1972-1973) - İsmail Kurt (1973-1974) - Melih Garipler (1974-1975) - Seracettin Kırklar (1975-1976) - İnanç Toker (1976-1977) - Şükrü Ersoy (1977-1978) - Melih Garipler (1978-1979) - Mustafa Özkula (1979-1981) - Refik Özvardar (1981-1982) - Halil Güngördü (1982-1983) - Doğan Andaç (1982-1983) - Nevzat Güzelırmak (1983-1985) - Özkan Sümer (1985-1986) | - Nihat Atmaca (1986-1987) - Zeynel Soyuer (1987-1988) - Fethi Demircan (1988-1989) - Nihat Atacan (1989-1990) - Bülent Ünder (1990-1991) - Behzat Çınar (1991-1992) - Melih Garipler (1991-1992) - İvan Küçükov (1992-1993) - Gündüz Tekin Onay (1992-1993) - Ömer Kaner (1993-1994) - Ümit Kayıhan (1994-1996) - Behzat Çınar (1996-1997) - Melih Garipler (1996-1997) - Raşit Çetiner (1997-1998) | - Ersun Yanal (1998-2000) - Tevfik Lav (2000-2001) - Yılmaz Vural (2000-2001) - Sakıp Özberk (2001-2002) - Rıza Çalımbay (2001-2003) - Giray Bulak (2002-2005) - Nurullah Sağlam (2006) - Faruk Hadžibegić (2006) - Güvenç Kurtar (2006-2008) - Ali Yalçın (2008) - Ümit Kayıhan (2009-2011) - Hamza Hamzaoğlu (2010) - Kenan Atik (2010) - Selahattin Dervent (2011- ) |